# Dina – pješčani planet
Dina – pješčani planet (eng. Dune) američki je ZF film Davida Lyncha iz 1984. nastao po istoimenom romanu Franka Herberta iz 1965. U glavnoj ulozi pojavio se Kyle MacLachlan kao Paul Atreides, a u filmu u sporednim ulogama nastupa i ansambl poznatih američkih i europskih glumaca kao što su Sting, Jose Ferrer, Virginia Madsen, Linda Hunt, Patrick Stewart, Max von Sydow i Jürgen Prochnow. Sniman je u Churubusco Studios u Mexico Cityju, a soundtrack album je snimila grupa Toto. Kao i u romanu, priča se vrti oko mladića kojem je prorečeno da će biti "Kwisatz Haderach", mesija pustinjskog planeta iz naslova koji će stati u obranu pred kućom Harkonnena i spasiti svemir od zla.
Nakon uspjeha romana, pokušaji da se "Dina" prenese na veliki ekran počeli su još 1971. No, pripreme su zapele još u studijima tijekom sedamdesetih kad su u obzir uzeti redatelji kao što su David Lean, Alejandro Jodorowsky i Ridley Scott. Izvršni producent Dino De Laurentis 1981. je angažirao Davida Lyncha.
Film nije dobro prošao kod kritike, a nije ostvario ni zapaženiji komercijalni uspjeh. Po izlasku projekta, redatelj Lynch se distancirao od njega rekavši kako pod pritiskom producenata i financijera nije mogao zadržati umjetničku kontrolu i odlučiti kakva će biti konačna verzija.
Obožavatelji serijala bili su podijeljeni u mišljenjima o filmu, iako je film s vremenom stekao kultni status, a u svijetu su objavljene bar tri različite verzije. U nekim verzijama filma je zamijenjen Lynchov potpis s imenom izmišljenog redatelja Alana Smitheeja, pseudonimom koji redatelji koriste kad ne žele biti povezani s filmom za koji bi inače bili kreditirani.
Poslije su nastali filmovi Denisa Villeneuvea: Dina i Dina: Drugi dio.

## Radnja
Godine 10,191. poznati svemir je feudalni posjed kojim vlada galaktički car Shadam IV. U tom vremenu najcjenjenija tvar u svemiru je melanga, zvana Začin, koja produžava život, proširuje svijest te je vitalna za putovanje svemirom. Moćni Svemirski ceh i njegovi Naviagtori koriste narančasti plin za sigurno putovanje svemirom koristeći se kvantnom mehanikom Holtzmanovih generatora, iznimno složenih strojeva koji "savijaju prostor" (brod u jednom trenutku prelazi ogromne udaljenosti).
Četiri planeta privlače pozornost Svemirskog ceha: Arrakis, pustinjski planet i jedini izvor Začina u svemiru; Caladan, dom kuće Atreides; Giedi Prime, dom kuće Harkonnen; i Kaitain, dom cara Shadama IV. Ceh, u strahu od urote koja bi mogla ugroziti proizvodnju Začina, šalje Navigatora na Kaitain po objašnjenje od cara koji samouvjereno otkrije Cehu svoje planove o uništenju Atreidesa. Popularnost vojvode Leta Atreidesa poraslo je u Landsraadu, a kako postoji sumnja da Leto okuplja tajnu vojsku postaje opasnost za cara. Shadamov plan je dati Atreidesovima kontrolu nad Arrakisom, zamijenivši Harkonnenene koji bi u dogovoreno vrijeme krenuli u napad na Atreidesove. Nakon što je obaviješten o uroti, Navigator zapovijeda caru da ubije vojvodina sina, Paula Atreidesa, mladića koji ima proročanske snove o svojem životnom pozivu. Tajni pokušaj ubojstva privlači pozornost sestrinstva Bene Gesserit, jer je Paul Atreides povezan s njihovim stoljetnim programom razmnožavanja u potrazi za Kwisatz Haderachom.
Prije odlaska, stara Časna majka Gaius Helen Mohiam stavlja Paula na test. Paul je prisiljen staviti ruku u kutiju što mu izaziva neizdrživu bol; prolazi test na Mohiamino zadovoljstvo, izdržavši više boli nego bilo tko prije njega. U međuvremenu, u industrijskom svijetu Giedi Prime, sadist barun Vladimir Harkonnen priopćava svojim nećacima Glossu Rabbanu i Feyd-Rauthu svoje planove o uništenju stoljetnih neprijatelja, kuće Atreidesa. Namjerava izmanipulirati nekoga jako bliskog vojvodi kako bi ga taj izdao.
Atreidesi napuštaju Caladan i odlaze na Arrakis, misteriozni svijet beskrajnih pustinja, ispunjenih divovskim pješčanim crvima i napučenim Fremenima, misterioznim narodom koji dugi niz godina vjeruju kako će im doći Mesija kako bi im postao vođa u putu u istinsku slobodu. Po dolasku na Arrakis, vojvodi Letou jedan od njegovih najbližih suradnika, Duncan Idaho, kaže kako su Fremeni jako podcijenjeni jer ih ima mnogo i mogu se pokazati kao moćan saveznik. Vojvoda Leto stječe povjerenje naroda Arrakisa dokazavši se kao karizmatičan vođa. No, prije nego što je vojvoda uspio uspostaviti savezništvo s Fremenima, Harkonneni pokreću svoj napad mnogo prije nego što su se Atreidesi nadali.
Iako su Atreidesi predvidjeli zamku, nisu u mogućnosti oduprijeti se podmuklom napadu, potpomugnutim carevim elitnim postrojbama, Sarduakarima. Ubrzo se otkriva kako postoji izdajnik u vlastitim redovima, doktor Wellington Yueh. Zarobljen, vojvoda Leto umire u propalom pokušaju da ubije baruna Vladimira Harkonnena upotrebom kapsule s otrovnim plinom koju mu je doktor Yueh umetnuo u zub. No, njegova nevjenčana žena Jessica i njegov sin Paul pobjegnu u duboku pustinju. Uz Jessicine vještine iz Bene Geserita i Paulove sve veće sposobnosti, uspijevaju se priključiti skupini Fremena starosjedilaca. Paul se pojavljuje pred Muad'Dib, religijskim i političkim liderom Fremena. Poučava ih kako koristiti čarobne module i počinje rudnu proizvodnju Začina. U posljednje dvije godine proizvodnja Začina je zanačajno opala. Svemirski Ceh upozorava cara o situaciji na Arrakisu jer se Ceh boji da bi Paul mogao uzeti Vodu života. Strahovi Svemirskog ceha otkrivaju se Paulu u proročanskom snu. Paul popije Vodu života i padne u komu koja uznemiri sve Bene Gessente u svemiru. Voda života Paulu otkriva nekoliko vizija, a nakon buđenja Paul biva transformiran i preuzima kontrolu nad pješčanim crvima u Arrakisu. Otkriva i tajnu kontrole proizvodnje Začina; voda koju Fremeni drže u ogromnim spremnicima može se iskoristiti kako bi se uništio Začin. Paul kaže svojoj vojsci Fremena da "onaj tko može uništiti tvar je taj koji ima kontrolu." Paul ima sposobnost zaviriti u svemir i u budućnost; car sprema veliku invaziju na Arrakis kako bi vratio kontrolu nad planetom i Začinom.
Po carevu dolasku u Arrakis, Paul počinje završni napad protiv Harkonnena i cara u glavnom gradu Arakeenu. Njegovi ratnici Fremeni, naoružani čarobnim modulima i jahaćim pješčanim crvima, poražavaju careve legije Sarduakara dok Paulova sestra Alia ubija baruna Harkonnena kojeg na kraju pojede pješčani crv. Paul se suočava s poraženim carem i osvećuje svoju obitelj u dvoboju s Feyd-Rautha Harkonnenom. Nakon što je učinio da se Feydovi organi raspadnu vriskom na njegovo truplo, Paul naređuje da kiša padne na Arrakis. Alia otkriva svima kako je Paul Kwisatz Haderach.

## Uloge
Prema redoslijedu na uvodnoj špici:
- Francesca Annis kao Lady Jessica
- Leonardo Cimino kao Barunov liječnik
- Brad Dourif kao Piter De Vries
- José Ferrer kao Car Shaddam IV.
- Linda Hunt kao Shadout Mapes
- Freddie Jones kao Thufir Hawat
- Richard Jordan kao Duncan Idaho
- Kyle MacLachlan kao Paul Atreides
- Virginia Madsen kao Princeza Irulan
- Silvana Mangano kao Časna sestra Ramallo
- Everett McGill kao Stilgar
- Kenneth McMillan kao Barun Vladimir Harkonnen

- Jack Nance kao Kapetan Iakin Nefud
- Siân Phillips kao Časna majka Gaius Helen Mohiam
- Angélica Aragón kao sestra iz Bene Gesserita
- Jürgen Prochnow kao Vojvoda Leto Atreides
- Paul L. Smith kao Glossu Rabban (potpisan kao Paul Smith)
- Patrick Stewart kao Gurney Halleck
- Sting kao Feyd-Rautha
- Dean Stockwell kao Dr. Wellington Yueh
- Max von Sydow kao Dr. Kynes
- Alicia Witt kao Alia (potpisana kao Alicia Roanne Witt)
- Sean Young kao Chani
- Honorato Magaloni kao Otheym (potpisan kao Honorato Magalone)
- Judd Omen kao Jamis
- Molly Wryn kao Harah, Jamisova žena

## Produkcija
Snimljen gotovo u cijelosti u Meksiku, film je adaptacija prva tri dijela serijala romana, a sadrži i neke dijelove kasnijih dijelova.
Pretprodukcijski proces bio je spor i problematičan, a projekt je dodjeljivan od redatelja do redatelja. 1971. je produkcijska kompanija Apjac International (APJ) (na čelu s Arthurom P. Jacobsom) otkupila prava na Dinu. Kako je Jacobs bio zauzet s drugim projektima (kao što je nastavak Planeta majmuna) projekt je odgođen za drugu godinu. Originalno ga je trebao režirati David Lean (uz scenarij Roberta Bolta), a snimanje je trebalo početi 1974. 1973. je umro Arthur P. Jacobs.
U prosincu 1974., francuski konzorcij predvođen Jean-Paulom Gibonom otkupio je prava na film od APJ-a. Ovaj put redatelj je trebao biti Alejandro Jodorowsky.
Jodorowsky je 1975. namjeravao snimiti priču u obliku desetosatnog dugometražnog filma, u suradnji s Orsonom Wellesom, Danom O'Bannonom, Salvadorom Dalijem, Glorijom Swanson, Herveom Villechaizeom i drugima (davši im nadimak "mojih sedam samuraja"). Glazbu je trebao napisati i izvesti Pink Floyd. Jodorowsky je postavio pretprodukcijski odjel u Pariz koji se sastojao od Chrisa Fossa, britanskog umjetnika koji je dizajnirao omote za SF časopise, Jeana Girauda, francuskog ilustratora koji je osmišljavao, pisao i ilustrirao za časopis Metal Hurlant, i H. R. Gigera. Moebius je počeo dizajnirati stvorenja i likove za film, dok je Foss doveden da osmisli dizajn za svemirske brodove i hardver. Giger je počeo dizajnirati dvorac Harkonnenovih, a Dali je trebao glumiti cara za navodno 100 tisuća dolara po satu. Jodorowsky je unajmio i Dana O'Bannona za šefa odjela za specijalne efekte. Dali i Jodorowsky su se počeli svađati oko novca, i taman kad su temelji priče, dizajni i skript bili dovršeni, presušio je izvor financiranja. Frank Herbert otputovao je u Europu 1976. kako bi otkrio da su dva milijuna dolara od 9,5 milijuna budžeta već bila potrošeni u pretprodukciji i da bi skript Jodorowskog rezultirao 14-satnim filmom ("Bio je kao telefonski imenik", prisjetio se Herbert). Iako je Jodorowsky uzeo neke umjetničke slobode s njegovim romanom, Herbert je izjavio da su njih dvojica imali srdačan odnos.
Prava za snimanje opet su prodana, ovaj put Dinu de Laurentisu. Iako ogorčen, Jodorowsky je izjavio kako mu je projekt promijenio život. Dan O'Bannon je nakon propasti produkcije završio u umobolnici, a kasnije je radio na još 13 scenarija; 13. scenarij bio je Alien.
De Laurentis je 1978. od Herberta naručio novi scenarij. No, kako je prosječni skript dugačak 110 stranica, njegov od 175 stranica je odbijen.
1979. je angažirao redatelja Ridleyja Scotta. Scott je radio na tri skripta koristeći Bitku za Alžir kao referencu. Namjeravao je podijeliti knjigu na dva filma prije nego što se baci na režiranje novog SF filma, Blade Runnera iz 1982. Kako se kasnije prisjetio, pretpodukcijski proces je bio spor, a završetak projekta oduzeo bi mu mnogo vremena.
No, nakon sedam mjeseci sam odustao od Dine. Tada je Rudy Wurlitzer dovršio prvu verziju skripta za koji sam mislio da je manja modifikacija onog Herbertova. Ali sam i shvatio da Dina zahtijeva još mnogo posla - bar dvije i pol godine. A nisam imao srca baciti se na taj posao budući da mi je stariji brat Frank nenadano umro od raka dok sam se pripremao na De Laurentisov film. Iskreno, to me izludilo. Zato sam otišao Dinu i rekao mu da je Dina njegova. - Iz Ridley Scott: The Making of his Movies, Paula M. Sammona.
1981. je isticao devetogodišnji ugovor. De Laurentis je ponovno počeo pregovore o otkupljivanju prava i nagodio se za prava na nastavke Dine (napisane i nenapisane). Raffaella De Laurentis je, nakon što je vidjela Čovjeka-slona, odlučila da će David Lynch režirati film. U to vrijeme Lynch je imao još nekoliko ponuda, uključujući Povratak Jedija, no pristao je režirati i napisati Dinu.
Lynch je šest mjeseci radio na skriptu zajedno s Ericom Bergenom i Christopherom De Voreom, konačno adaptiravši film u dva skripta. Tim se raspao nakon prvog pokušaja zbog kreativnih razlika. Lynch je nastavio raditi na još pet različitih skriptova. Snimanje Dine konačno je započelo sa 6. verzijom skripta od 135 stranica, 30. ožujka 1983. Uz budžet od više od 40 milijuna dolara, Dina je zahtijevala izgradnju 80 setova izgrađenih u 16 hangara uz ukupnu ekipu od 1700 ljudi, dok su mnogi vanjski kadrovi snimljeni u Samalayuca Dunesu u Chihuahauai. Gruba verzija filma po završetku snimanja trajala je preko četiri sata bez postprodukcijskih efekata, ali je Lynch namjeravao skratiti film po uzoru na sedmu verziju skripta koja je trajala tri sata.
No, Universal Pictures i financijeri filma su očekivali standardnu dvosatnu verziju. Kako bi skratili film, Dino De Laurentis, Raffaella De Laurentis i David Lynch su uklonili mnoge scene, snimili neke nove i dodali pripovjedača, uključujući novi uvod Virginije Madsen. Suprotno uobičajenim glasinama, Lynch nije montirao neku drugu verziju osim one koja je prikazana u kinima.
U predgovoru za kratku priču iz 1985., Oko, Frank Herbert je iznio svoje mišljenje o kritikama filma i svojem sudjelovanju u produkciji te naveo scene koje su snimljene, ali izbačene iz objavljene verzije. Herbert je izjavio kako je bio zadovoljan krajnjim rezultatom filma, ali je izrazio razočaranje da neke scene koje je vidio u gruboj verziji nisu završile u konačnoj.

## Objavljivanje
Premijera Dine bila je 3. prosinca 1984. u Kennedy Centeru u Washingtonu, a u ostatku svijeta se počela prikazivati 14. prosinca. Publicitet koji je pratio film rastao je i prije objavljivanja, ne samo zato što je bio temeljen na romanu bestseleru nego i zato što ga je režirao David Lynch, koji je prije toga postigao veliki uspjeh s filmovima Eraserhead i Čovjek-slon. Nekoliko časopisa pratilo je produkciju i objavilo članke hvaleći film prije premijere, što je bio dio marketinga koji je pratio film, koji je uključivao i televizijski dokumentarac kao i razne predmete koji su se našli u trgovinama s igračkama.

## Kritike
Roger Ebert dao je Dini jednu od četiri zvjezdice i napisao "Ovaj film je prava zbrka, nerazumljiv, ružan, nestrukturiran, bespredmetno putovanje u mračna područja jednog od najkonfuznijih scenarija svih vremena." Ebert je dodao da će "Radnja filma bez sumnje biti razumljivija ljudima koji su čitali Herberta nego onima koji nisu," a kasnije ga je nazvao "najgorim filmom godine." U televizijskoj emisiji At The Movies s Geneom Siskelom i Ebertom, Siskel je počeo recenziju rekavši "fizički je ružan, sadrži bar tucet krvavih scena, od kojih su neke s jeftinim specijalnim efektima - iznenađujuće jeftinim jer je film navodno koštao 40 do 45 milijuna dolara - a njegova priča je nevjerojatno zbunjujuća. Ako nisam bio dovoljno jasan, film je katastrofa." Film je kasnije naveden kao najgori film 1984. u njihovoj epizodi "Stinkers of 1984". Drugi negativni osvrti fokusirali su se na iste probleme kao i na dužinu filma.
Janet Maslin iz New York Timesa također je napisala negativnu kritiku davši filmu jednu od pet zvjezdica. Rekla je, "Nekoliko likova u Dini je duhovno, što ih stavlja u posebnu poziciju da shvaćaju što se događa u filmu".
Kritičari Varietyja nisu bili tako oštri, no ipak su napisali negativnu recenziju naglasivši kako je "Dina veliki, šuplji, maštovit i hladni SF ep. Vizualno jedinstven i pun događanja, film Davida Lyncha zadržava interes zbog obilne površinske atrakcije, ali neće stvoriti takav fanatizam koji je proizveo roman Franka Herberta, jedan od najboljih svih vremena u svom žanru." Komentirali su i kako "Lynchova adaptacija pokriva cijeli roman, ali sami smještaj u razne svjetove, likovi i intrige zahtijevaju više od pola sata na ekranu." Svidjela im se glumačka postava pa su rekli da "Francesca Annis i Jürgen Prochnow odlično funkcioniraju kao kraljevski par, Siân Phillips ima svoje hipnotizirajuće trenutke kao moćna vještica, Brad Dourif je dovoljno lud, a najbolji od svih je Kenneth McMillan čije je lice pokriveno grotesknom izraslinom."
Richard Corliss iz časopisa Time napisao je negativnu recenziju, rekavši da "Većina SF filmova nude bijeg, praznik od posla, ali Dina je teška kao završni ispit. Morate se dobro pripremiti." Naglasio je da "McLachlan, 25, impresivno raste u ulozi; njegove osobine, mekoća i razmaženost u početku kasnije prerastaju u muževnost." Završio je riječima "Glumci izgledaju hipnotizirano čarolijom koju je Lynch prosuo oko njih - posebno blistava Francesca Annis u ulozi Paulove majke, koja šapće svoje rečenice užurbanošću erotskog otkrivenja. U tim trenucima kad je Annis na ekranu, Dina pronalazi emocionalno središte koje se izgubilo u paradi rokoko dekora i oporih specijalnih efekata. Podsjeća nas što filmovi mogu postići kad imaju srce kao i um."
Iako je većina kritičara bila negativno nastrojena prema filmu, kritičar i SF pisac Harlan Ellison je bio drugačijeg mišljenja. U svojoj knjizi filmske kritike iz 1989., Harlan Ellison's Watching, on kaže da je produkcijna od 42 milijuna dolara propala jer su kritičari bili nervozni i negativni prema Dini prije same premijere. Ellison je bio jedan od rijetkih koji je napisao pozitivnu recenziju.
Uravnoteženije kritike hvalile su Lynchov noir-barok pristup filmu. Drugi su ga uspoređivali s drugim Lynchovim filmovima koji teško dopiru do publike, kao što je to Eraserhead. Kako bi ga pogledao, gledatelj mora biti svjestan svijeta Dine. U godinama nakon izlaska, Dina je postala kultni film i dobila pozitivnije recenzije od internetskih kritičara i gledatelja.
Zbog slabog komercijalnog i kritičarskog odaziva, otkazani su nastavci filma. Bilo je izvještaja kako David Lynch radi na scenariju za Dina - mesija te da je angažiran za režiju drugog i trećeg nastavka.
"Lynch je priznao kako nije trebao režirati Dinu, a ne voli o tome ni pričati u intervjuima. Universal se raspitivao za moguću redateljevu verziju filma, ali Lynch je odbio sve ponude.

## Razlike u odnosu na roman
Film se na mnogo načina razlikuje od romana, ponajviše u slučaju Weirding Waya, što je u romanu super-borilačka vještina koja omogućava Paulu Atreidesu da se kreće brzinom svjetlosti. U filmu ona je zamijenjena modulima ("Weirding Modules"), soničnim oružjem nalik na mini-kamere koje korisnikov glas povećavaju u destruktivnu silu. Od samog izlaska filma, ova pojava je bila predmet kontroverze među obožavateljima Dine.
U filmu ima nekih vizualnih i estetskih elemenata za koje se čini da nisu preuzeti iz Herbertova romana. U filmu, žene iz Bene Gesserita briju glave nakon što postanu Časne majke, a Mentati imaju ogromne obrve. Ornitopheri su prikazani bez krila, kao letjelice na motorni ili raketni pogon, dok se nebo u Arakeena mijenja iz srebrnog u narančasto.
Vjerojatno najvidljivije je to što su Paul i Feyd-Rautha u filmu stariji nego u romanu. U filmu se ne spominje razlog njihove obostrane mržnje, što se u romanu opisuje do u detalje. Nadalje, duel na kraju je u filmu reduciran i značajnošću i duljinom.
Nekoliko likova je potpuno izbačeno iz filmske adaptacije, vjerojatno kao posljedica vremenske ograničenosti, kao što je to lik grofa Fenringa, njegove žene Margot i nekoliko drugih manjih likova. Smrt likova kao što su Thufir Hawat, Barun Harkonnen i Rabban je promijenjena ili spojena zajedno.
Posljednja rečenica u filmu, koju izgovara Jessica Chani, je "Mi koje nosimo ime konkubina - povijest će nas zvati suprugama". U filmu su posljednje riječi (koje izgovara Alia) "Kako ovo može biti? Jer on je Kwisatz Haderachi", a izgovorene su nakon što kiša padne na Arrakis.
Neke od središnjih tema romana su minimizirane za ekranizaciju, političke teme kao što su "nestabilni tronožac moći" u svemiru romana (Car, Landsraad i Ceh) nisu prikazane vjerno. Ceh se prema Caru odnosi kao sluga, a ne kao jednak po moći, dok Landsraad gotovo ne postoji. U knjizi Ceh upravlja situacijom iza kulisa, a njihova ovisnost o spiceu otkriva se tek na kraju. Ne spominje se da su oni bili umiješani u urotu protiv vojvode Letoa Atreidesa.
Ekološke teme nisu razrađene kao u serijalu: film završava s kišom koja pada na Arrakis na Paulovu zapovijed. U romanu se ovo događa desetljećima kasnije, preko velikih napora Fremena i godina sustavne promjene atmosfere.

## Verzije
Unatoč slabom prijemu od strane kritičara, film je postigao respektabilan kultni status, a nastale su bar tri verzije nakon originalne koja je prikazivana u kinima. Ukupno postoji pet poznatih verzija filma.

### Kino verzija
Objavljena u svijetu 1984., u Velikoj Britaniji je skraćena za 37 sekundi kako bi se izbjegla cenzura za mlađu djecu. Trajala je ukupno 137 minuta. Iako ova verzija nije bila namjera Davida Lyncha, to je jedina verzija odobrena od redatelja i jedina službena verzija koju je on objavio. Dostupna je na VHS-u i DVD-u. 2006. je remastirana za specijalno DVD izdanje, a od kraja 2006. dostupna je na HD-DVD-u s mnogim specijalnim dodacima.

### Verzija Alana Smitheeja
Manje poznata je verzija "Alana Smitheeja" od 189 minuta, objavljena 1989. Pripremljena originalno za zajedničku televizijsku distribuciju (a kasnije viđena na većim kabelskim programima) za dvovečernje emitiranje, pripremljena je bez sudjelovanja ili odobrenja Davida Lyncha. Od nestalog materijala, bio je tu prolog i nekoliko ponovno ubačenih scena, primjerice proizvodnja spicea. Televizijska verzija montirana je naizgled nasumce (npr. neki su kadrovi ponavljani kako bi se stvorio dojam da je dodan novi materijal). Lynch je prigovorio na ove verzije pa je njegovo ime maknuto s uvodne i odjavne špice (što je zamijenjeno s Alan Smithees i Judas Booth). Ova verzija isprva je bila dostupna samo na laserdiscu u Japanu, ali je kasnije pronađena i na slabo snimljenim VHS izdanjima na bootleg tržištu. Danas je dostupna na DVD-u.

### Channel 2 verzija
KTVU, podružnica Foxa iz San Francisca, 1992. je spojila dvije prethodne verzije za emitiranje za područje San Francisco Baya. To je u biti televizijska verzija koja je inkorporirala sve nasilje izbačeno iz kino verzije uz mnoštvo "fabriciranih" kadrova za koje je Lynch prigovarao da su izbačeni.
Produženo izdanje na DVD-u objavljeno je u Europi u studenom 2005. Osim raznih dodataka, uključuje produženu verziju filma pripisanu Alanu Smitheeju dugu 177 minuta. U brošuri se objašnjava kako je ova verzija rađena za američku televiziju, a kasnije je navođena kao Channel 2 verzija.

### Produžena verzija
Produženu verziju objavio je Universal Home Entertainment u Americi na DVD-u 31. siječnja 2006. DVD sadrži i Lynchovu kino verziju od 137 minuta i televizijsku verziju Alana Smitheeja od 177 minuta. Na njemu se nalazi i dokumentarac o scenografiji i specijalnim efektima, kao i dodatni dio s ponovljenim snimanjima i scenama koje nisu završile ni u jednoj prijašnjoj verziji, uključujući alternativni završetak.

### Nemontirana verzija
Skup cijelog snimljenog materijala nakon završetka snimanja prikazan je ekipi u Meksiku, kao i Franku Herbertu. Suprotno čestim tvrdnjama, ne postoji redateljeva verzija. Ova gruba verzija je temelj za takve glasine, ali nikad nije postojala četverosatna verzija filma u cijelosti. U zajednicama obožavatelja je bilo pokušaja da se pokuša izraditi verzija bliža viziji Davida Lyncha i originalnom romanu uz korištenje neiskorištenih snimki i popravljanjem tehničkih pogrešaka iz Smitheejeve verzije.

## Utjecaj na popularnu kulturu
Film je inspirirao videoigru Dune francuske videokompanije Cyro Interactive, koja je koristila elemente jedinstvene za film. Lik Paula Atreidesa dizajniran je da sliči Kyleu MacLachlanu, a CD inačica igre uključivala je materijale iz filma. Serijal Westwood Studiosa (Dune II, Dune 2000 i Emperor: Battle for Dune) vizualno je također bio inspiriran filmom. Primjerice, Car u Dune 2000 i Časna majka u Emperor: Battle for Dune u velikoj mjeri podsjećaju na iste likove iz Lynchova filma.
Dijalog i glazba iz filma samplirani su mnogim pjesmama. Tehno DJ grupa Dynamix II je u svojoj pjesmi "Get Out of My Mind" s albuma Machine Language samplirala scenu s Mohiamom i Alijom u kojoj se spominje naslovna rečenica. Uvodni monolog Virginije Madsen našao se u nekoliko pjesama izvođača kao što su Aphrodite, Astral Projection i MFG. Kršćanski dance sastav Mortal posudio je neke rečenice iz filma na svomu albumu iz 1993. Fathom, uključujući rečenicu baruna Harkonnena "I'm Alive" u pjesmi "Alive and Awake".
Dina je vjerojatno nadahnuće za stihove "Walk without rhythm, it won't attract the worm" u pjesmi "Star 69/Weapon of Chioce" Fatboy Slima. U romanu, Paul kaže  "We must walk without rhythm" kako bi izbjegli pažnju pješčanog crva dok on i Jessica prelaze pustinju.

## Vanjske poveznice
- Dina – pješčani planet u internetskoj bazi filmova IMDb-a
- Dina – pješčani planet na Rotten Tomatoes
- Dina – pješčani planet na Box Office Mojo